# حكيم وحاكم
الحكيم هو لقب عربي مُشتقان من الجذر الثلاثي حَكَم بمعنى "يعين، يختار، يحكم"؛ وهو يُشابه مُصطلح الحاكم حيث لهما نفس الجذر.

## الحكيم
هذا المصطلح هو أحد أسماء الله الـ 99 في الإسلام.
الحكيم تاريخيًّا يُشير إلى معنيين إما "الرجل الحكيم" أو "الطبيب"، أو بشكل عام، ممارس الطب العشبي، وخاصة الطب اليوناني والطب الإسلامي ، مثل حكيم أجمل خان [الإنجليزية]، حكيم سعيد، حكيم سيد ظل الرحمن، إلخ.
الحكيم (الأردية: حکیم، الهندية: हकीम) في الثقافة الأردية المسلمة يُستخدم أيضًا لممارسي الطب الشرقي، أولئك الذين لديهم خبرة في نظام الطب القديم.
كما تم استخدام كلمة حكيم بشكل عام خلال العصر الذهبي الإسلامي للإشارة إلى العلماء الموسوعيين الذين كانوا على دراية بالدين والطب والعلوم والفلسفة الإسلامية.
ومن أمثلة من أُطلق عليهم لفظ الحكيم:
- ابن سينا
- عمر الخيام

### الاستخدامات
- في الحبشة القديمة أو إثيوبيا ، كان الحكيم يعني عادةً شخصًا متعلمًا، وعادةً ما يكون طبيبًا. ومن هنا كان "الحكيم بجت" وهو بيت الطبيب أو المستشفى.
- في بنغلاديش والهند وباكستان ، يشير الحكيم إلى ممارس الطب العشبي، وخاصة الطب العربي اليوناني.
- في تركيا، يشير مصطلح حكيم إلى طبيب، بينما يمكن استخدام كلمة حكيم للإشارة إلى شخص حكيم للغاية أو فيلسوف. (انظر أيضًا استخدام الكلمة المتجانسة "حكيم" للقاضي، المذكورة أدناه).

## الحاكم
الحَاكِم تعني الوالي أو القاضي. كما هو الحال مع العديد من الألقاب، فإنه جزء من أسماء العديد من الأفراد.

### في الدول العربية
- في لبنان، كان اللقب الكامل للأمراء في ظل السيادة العثمانية (والمصرية لفترة من الوقت) هو الأمير الحاكم 1516–1842
- في الإمارات الخليجية الثلاث، كان النمط الملكي الأول للحكم هو الحاكم:
  - منذ عام 1783 عندما استقر سلالة آل خليفة عند غزوهم البحرين حتى 16 آب 1971، كان اللقب (حاكم البحرين)، ثم (أمير دولة البحرين) ومنذ 14 شباط 2002، أصبحوا يحملون لقب (ملك البحرين).
  - في الكويت ، منذ تأسيسها عام 1752، كان لقب حكم أسرة آل صباح هو (حاكم الكويت)، من عام 1871 اُستُخدم مصطلح (قائم المقام) أي مدير المنطقة، مع الاعتراف بسيادة الإمبراطورية العثمانية (كما في منطقة بغداد ومن عام 1875 ولاية البصرة (في العراق) حتى 3 تشرين الثاني 1914 م، ثم تحت الانتداب البريطانية حتى الاستقلال في 19 حزيران 1961 م. ومنذ ذلك الحين أصبح الأسلوب الرسمي أمير دولة الكويت.
  - منذ معاهدة محمد بن ثاني مع البريطانيين في 12 أيلول 1868، والتي أسست قطر فعليًا (التي كانت تعتبر سابقًا تابعة لإقليم البحرين) كدولة مستقلة (تقتصر على الدوحة والوكرة، ثم توسعت لاحقًا لتشمل شبه الجزيرة الصغيرة بأكملها)، كان لقب سلالة آل ثاني الحاكم هو حاكم قطر. منذ عام 1871، عُدل أيضًا باسم (قائم المقام)، أي حاكم المنطقة العثمانية، كما هو الحال مع الكويت أعلاه، حتى 3 تشرين الثاني 1916 م، وبعد ذلك تحت انتداب بريطاني. منذ الاستقلال عن بريطانيا في 3 أيلول 1971، كان اللقب هو أمير دولة قطر.
- في ليبيا، كان الحاكم هو الحاكم السابق لسلطنة فزان (1946 – 12 شباط 1950) خلال إدارة الأمم المتحدة (عمليًا من فرنسا، مع حاكمها العسكري المتزامن)؛ كان الحاكم الوحيد هو أحمد سيف النصر (من مواليد ق. 1876 ، توفي عام 1954)، وظل في منصبه كوالي إقليمي "رئيس الإقليم" في المملكة الليبية المتحدة حتى 24 كانون الأول 1951، مع مقيم فرنسي إلى جانبه، وبعد ذلك، بدون ظل فرنسي، كأول حاكم ملكي (حتى عام 1954).
- في اليمن كان مُستخدمًا حتى عام 1902 (تغير إلى سلطان) عند حكام دولة القعيطي في شير والمكلا، الشحر والمكلا، كما كان قبل اندماجها مع نقيب دولة المكلا في 10 تشرين الثاني 1881، كان اللقب هو أمير للشحر منذ الاستقلال عن العثمانيين في عام 1866.

### المناطق الأخرى
- في منطقة مكران بمحافظة سيستان وبلوشستان في إيران، يشير الحاكم إلى السردار والخانات في الحكومة البلوشية التقليدية.[3]
- في إندونيسيا وماليزيا وتركيا، يشير الحاكم إلى القاضي.
- في نيبال، كان هناك مصطلح بادا حكيم وهو مسؤول منطقة في المملكة.
- في إمارة بخارى، الحاكم هو لقب الوالي.
- في نيجيريا، يتم إدارة خلافة سوكوتو بشكل احتفالي من حكام، وهم رؤساء مسؤولون أمام سلطان سوكوتو وأمراء المملكة.
- في أوزبكستان ، يستخدم مصطلح "الحاكم" لوصف حاكم أو رئيس بلدية منطقة ما.
- في كازاخستان ، يستخدم مصطلح حاكم لوصف رؤساء البلديات أو حكام المناطق على المستوى المحلي داخل البلاد.

### استخدامات إضافية
كما هو الحال مع العديد من الألقاب، تظهر الكلمة أيضًا في العديد من الأسماء الشخصية، دون أي دلالة نبيلة أو سياسية.

## طالع أيضًا
- شريف